# Hypectopa ornithograpta
Hypectopa ornithograpta är en fjärilsart som beskrevs av Diakonoff 1955. Hypectopa ornithograpta ingår i släktet Hypectopa och familjen styltmalar.
Artens utbredningsområde är Papua Nya Guinea. Inga underarter finns listade i Catalogue of Life.